# 케빈 페더라인
케빈 페더라인(Kevin Federline, 1978년 3월 21일 ~ )은 미국의 래퍼, 댄서, 배우, 모델이다. 브리트니 스피어스의 전 남편이기도 하다.